# Oberamt Tübingen

Karte der württembergischen Oberämter, Stand 1926

Das Oberamt Tübingen war ein württembergischer Verwaltungsbezirk (auf beigefügter Karte # 53), der 1934 in Kreis Tübingen umbenannt wurde und 1938 mehrheitlich im vergrößerten Landkreis Tübingen aufging. Allgemeine Bemerkungen zu den württembergischen Oberämtern siehe Oberamt (Württemberg).

## Geschichte

Oberamt Tübingen, Gebietsstand 1813, mit den früheren Herrschafts- und Ämtergrenzen

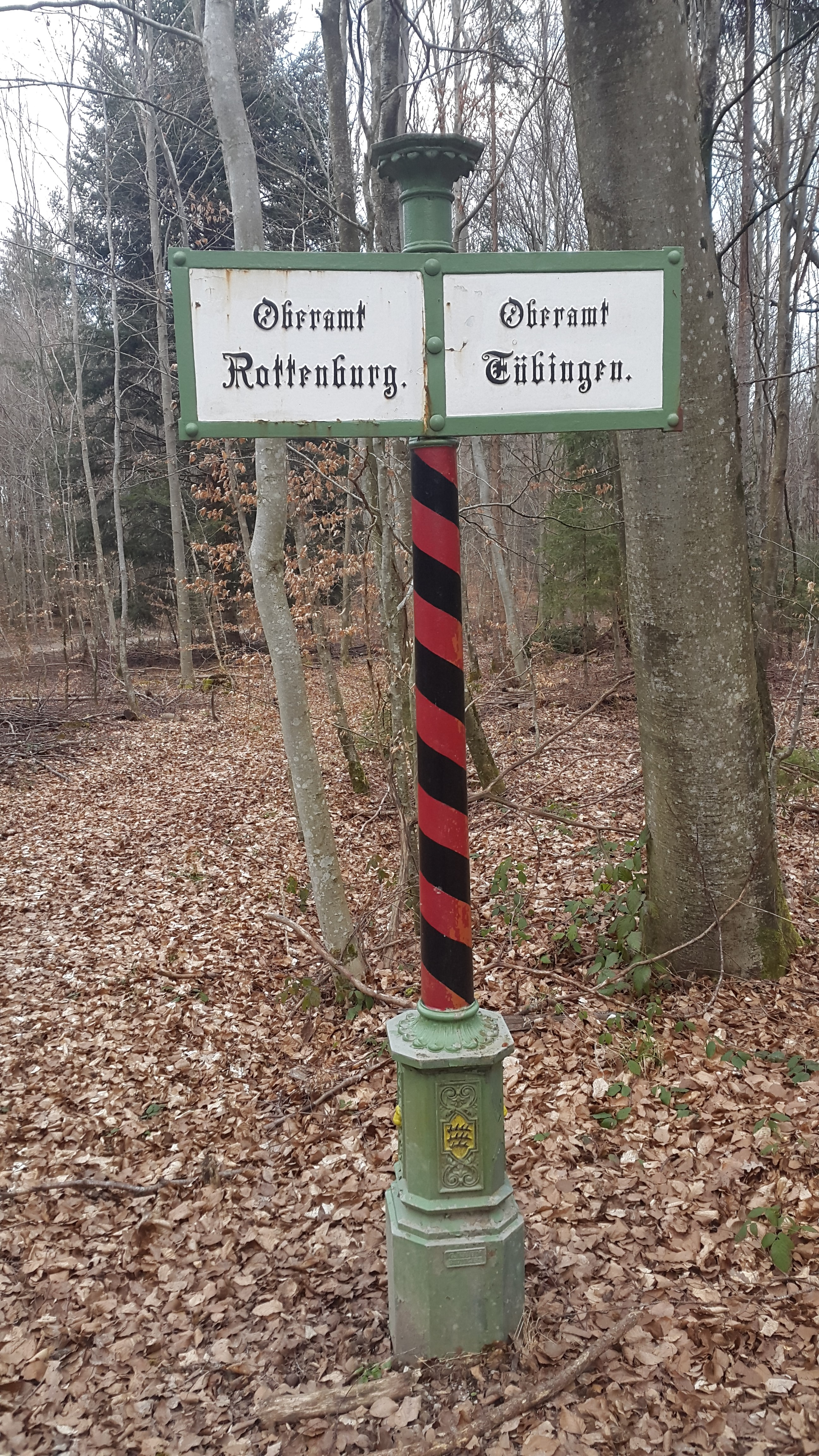
Grenze bei Dußlingen

Bereits seit dem 14. Jahrhundert war die Stadt Tübingen Hauptort einer württembergischen Vogtei. Zum hieraus entstandenen Amt, seit 1758 Oberamt, kamen von 1806 bis 1811 in mehreren Schritten weitere Orte hinzu, andererseits verlor es einige altwürttembergische Orte im Ammer- und Steinlachtal ans Oberamt Herrenberg bzw. ans neu errichtete Oberamt Rottenburg. Nachbarn waren nach der Neugliederung die württembergischen Oberämter Böblingen, Herrenberg, Nürtingen, Urach, Reutlingen und Rottenburg. Das Oberamt war von 1818 bis 1924 dem Schwarzwaldkreis zugeordnet.

### Ehemalige Herrschaften
1813, nach Abschluss der Gebietsreform, setzte sich der Bezirk aus Bestandteilen zusammen, die im Jahr 1800 zu folgenden Herrschaften gehört hatten:
- Herzogtum Württemberg
 Die meisten altwürttembergischen Orte zählten zum weltlichen Amt Tübingen. Zum 1807 aufgehobenen Klosteramt Bebenhausen gehörten Lustnau, Pfrondorf und Immenhausen, zum Rentkammergut die Domäne Einsiedel. Dettenhausen war bis 1811 dem Oberamt Böblingen zugeteilt.
- Kloster Marchtal
 Mit dem Territorium der Prämonstratenser-Reichsabtei kam auch Ammern 1803 an den Fürsten von Thurn und Taxis, 1806 an Württemberg.
- Reichsritterschaft
 Beim Ritterkanton Neckar-Schwarzwald der schwäbischen Ritterschaft waren immatrikuliert:
  - Wankheim (mit Kreßbach und Eck): Freiherr von Saint-André,
  - Kilchberg: von Tessin,
  - Bläsiberg: Schott von Schottenstein,
  - Rübgarten: Freiherr von Kniestedt.

## Gemeinden

### Einwohnerzahlen 1867
Folgende 30 Gemeinden waren dem Oberamt 1867 unterstellt:
| Nr. | frühere Gemeinde   | Einwohner- zahl 1867 | heutige Gemeinde   |
| --- | ------------------ | -------------------- | ------------------ |
| 1   | Tübingen           | 8734                 | Tübingen           |
| 2   | Altenburg          | 425                  | Reutlingen         |
| 3   | Bebenhausen        | 238                  | Tübingen           |
| 4   | Degerschlacht      | 382                  | Reutlingen         |
| 5   | Derendingen        | 657                  | Tübingen           |
| 6   | Dettenhausen       | 973                  | Dettenhausen       |
| 7   | Dörnach            | 211                  | Pliezhausen        |
| 8   | Dußlingen          | 2076                 | Dußlingen          |
| 9   | Gniebel            | 507                  | Pliezhausen        |
| 10  | Gönningen          | 2562                 | Reutlingen         |
| 11  | Häßlach 1          | 456                  | Walddorfhäslach    |
| 12  | Hagelloch          | 579                  | Tübingen           |
| 13  | Jettenburg         | 374                  | Kusterdingen       |
| 14  | Immenhausen        | 381                  | Kusterdingen       |
| 15  | Kilchberg          | 365                  | Tübingen           |
| 16  | Kirchentellinsfurt | 1332                 | Kirchentellinsfurt |
| 17  | Kusterdingen       | 1132                 | Kusterdingen       |
| 18  | Lustnau            | 1363                 | Tübingen           |
| 19  | Mähringen          | 647                  | Kusterdingen       |
| 20  | Nehren             | 1163                 | Nehren             |
| 21  | Oferdingen         | 464                  | Reutlingen         |
| 22  | Pfrondorf          | 751                  | Tübingen           |
| 23  | Pliezhausen        | 1259                 | Pliezhausen        |
| 24  | Rommelsbach        | 675                  | Reutlingen         |
| 25  | Rübgarten          | 470                  | Pliezhausen        |
| 26  | Schlaitdorf        | 747                  | Schlaitdorf        |
| 27  | Sickenhausen       | 474                  | Reutlingen         |
| 28  | Walddorf           | 1170                 | Walddorfhäslach    |
| 29  | Wankheim           | 605                  | Kusterdingen       |
| 30  | Weilheim           | 473                  | Tübingen           |
|     | Summe              | 31645                |                    |

### Änderungen im Gemeindebestand seit 1813

Gemeinden und Markungen um 1860

1820 erfolgte die Ablösung der Weide- und Holzrechte im Schönbuch. Dabei erhielten die Schönbuchgenossen Altenburg, Degerschlacht, Oferdingen, Rommelsbach und Sickenhausen je ein Waldstück am Dürrenberg bei Kirchentellinsfurt, das der Gemeinde übereignet und der jeweiligen Gemarkung als Exklave zugeteilt wurde.
1823 wurde Bebenhausen (mit Waldhausen) von Lustnau getrennt und zur selbständigen Gemeinde erhoben.
1827 wurde der Gemeinde Dörnach zur Ablösung von Holzrechten das Waldstück „Wasserfall“ (vormals Gemarkung Pliezhausen, Oberamt Urach) übereignet und der Gemarkung als Exklave zugeteilt.
1842 kamen die Gemeinden Hagelloch (vom Oberamt Herrenberg) und Pliezhausen (vom Oberamt Urach) zum Oberamt Tübingen. Gleichzeitig wurde Altenriet ans Oberamt Nürtingen abgegeben.
1849 wurde Kreßbach (mit Eck) von Wankheim nach Weilheim umgemeindet.
1934 wurden Derendingen und Lustnau nach Tübingen ein- sowie Waldhausen von Bebenhausen nach Tübingen umgemeindet.
1936 erfolgte eine Grenzkorrektur zwischen Kirchentellinsfurt und Wannweil (Kreis Reutlingen).

## Amtsvorsteher
Die Oberamtmänner des Oberamts Tübingen ab 1809:
- 1809–1810: Johann Christian Schott
- 1810–1813: Johann Friedrich Ludwig von Mieg
- 1813–1817: Gottlieb Benjamin von Wolf
- 1817–1825: Johann Carl Seubert
- 1825–1826: Ludwig Christian Maximilian Kern
- 1826–1831: Carl Christian Friedrich Weckherlin
- 1831–1852: Gotthold Karl Georg von Ströhlin
- 1852–1866: Albert von Kolb
- 1866–1870: Wilhelm von Bätzner
- 1870–1881: Gustav Wilhelm Sandberger
- 1882–1889: Friedrich Ludwig Ernst Neudörffer
- 1889–1894: Adolf von Nickel
- 1894–1907: Richard Preu
- 1907–1914: Theodor von Soden
- 1915–1924: Carl Preuner
- 1924–1934: Julius Gös